# Kościół Najświętszej Maryi Panny Królowej Świata w Zakopanem
Kościół Najświętszej Maryi Panny Królowej Świata – kryty gontem drewniany kościół salwatorianów przy ul. Bulwary Słowackiego 2.

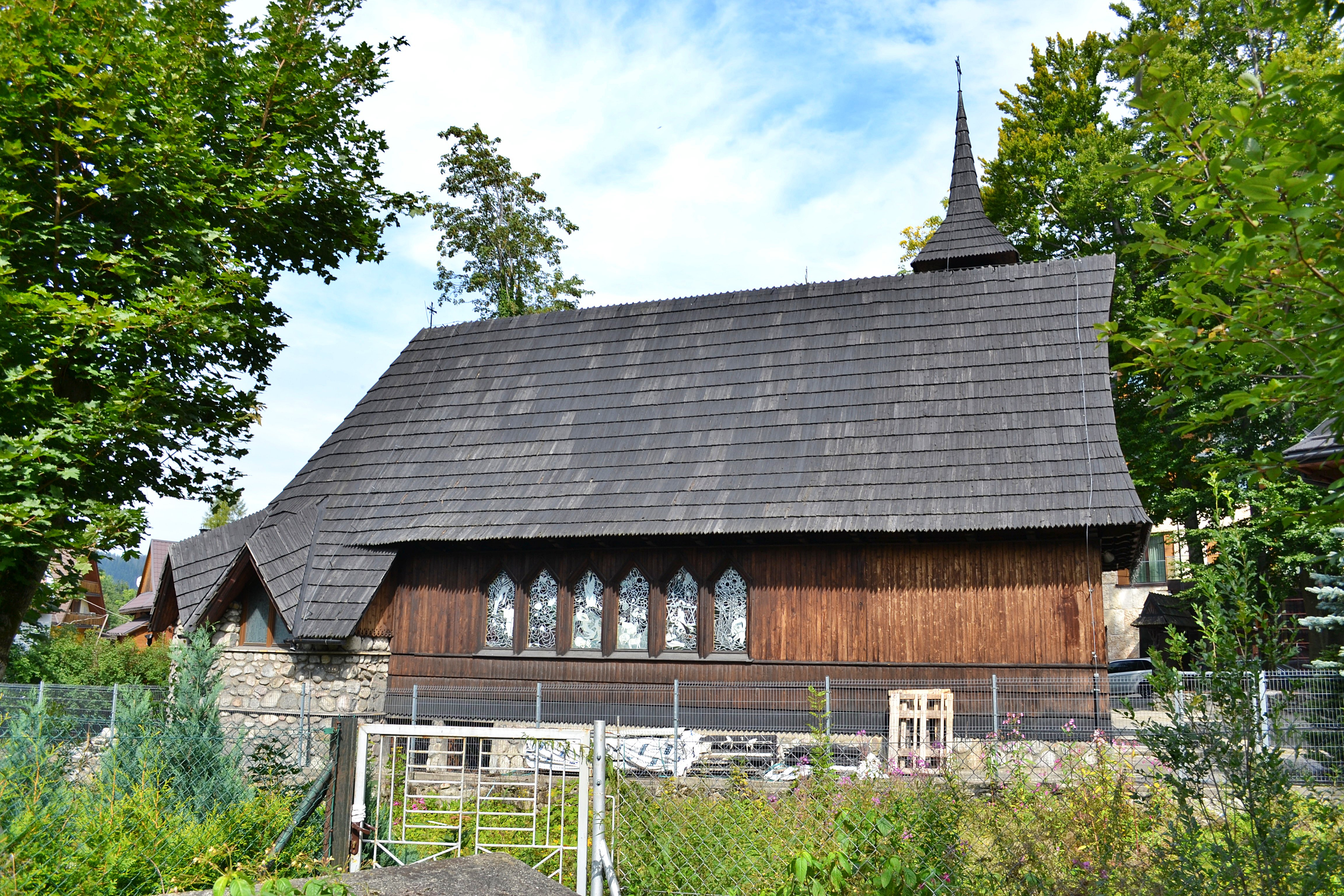
Kościół NMP Królowej Świata w Zakopanem

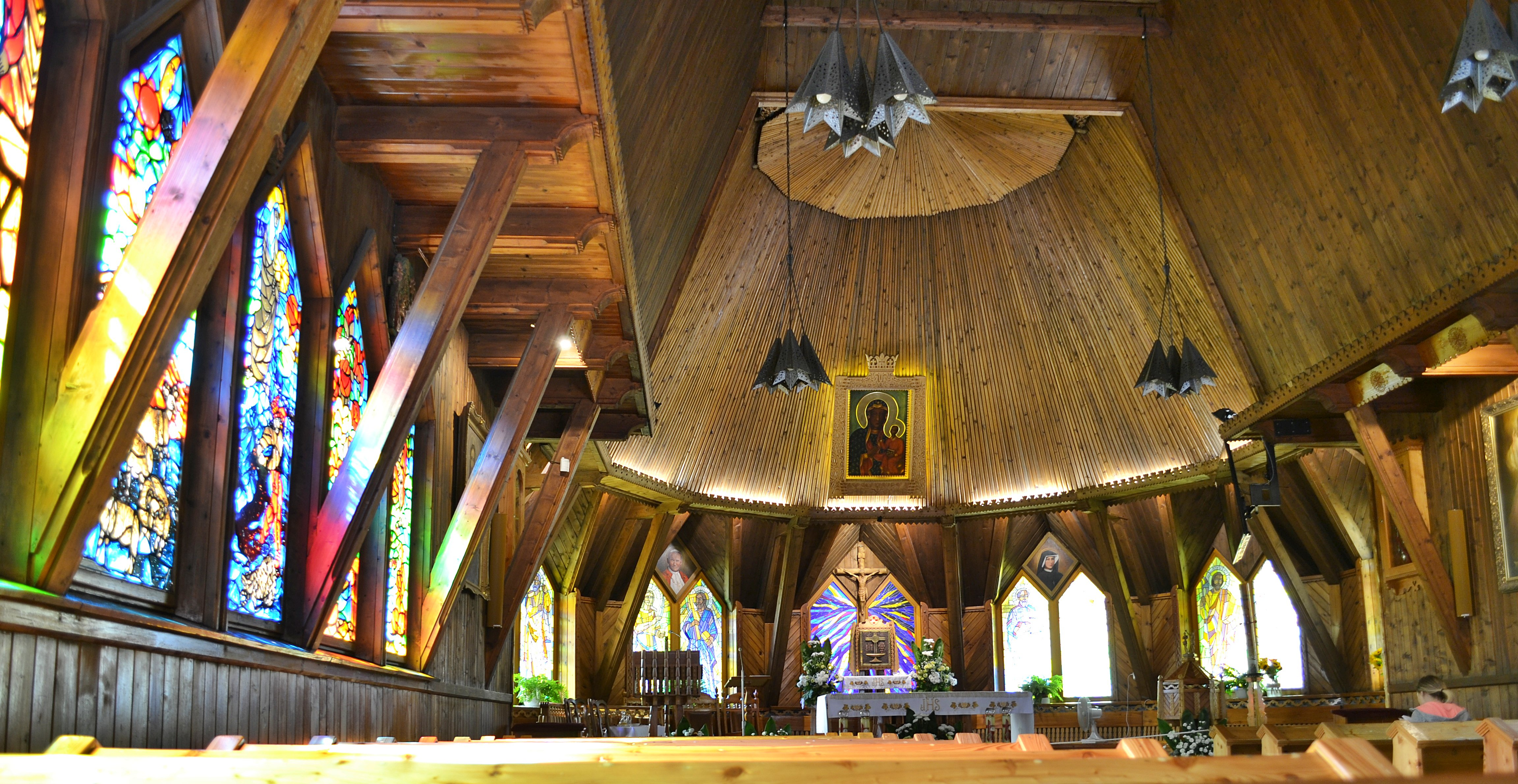
Kościół NMP Królowej Świata w Zakopanem

 Wybudowany w latach 1956-68 według projektu Mariana Dziewońskiego i Jerzego Habra, łączącego styl zakopiański z nowoczesnym. Przy kościele funkcjonuje stały konfesjonał na dzwonek w godz. 9-12 oraz 15-17.